# Trichomelanauster albomaculatus
Trichomelanauster albomaculatus là một loài bọ cánh cứng trong họ Cerambycidae.